# Eleccions comunals luxemburgueses de 2011
Les eleccions comunals luxemburgueses de 2011 són les eleccions comunals de Luxemburg que van tenir lloc el 9 d'octubre de 2011. Les eleccions comunals tenen lloc cada 6 anys a totes les comunes de Luxemburg.

## Resultats

### Totals

Partit guanyador per comuna.
CSV
LSAP
DP
Independents
Comunes utilitzant sistema majoritari

| Partit | Partit                                            | Vots      | %    | Escons | +/- |
| ------ | ------------------------------------------------- | --------- | ---- | ------ | --- |
|        | Partit Socialista dels Treballadors (LSAP)        | 648.956   | 28,8 | 165    | +8  |
|        | Partit Popular Social Cristià (CSV)               | 560.981   | 24,9 | 162    | +13 |
|        | Partit Democràtic (DP)                            | 469.585   | 20,9 | 106    | +7  |
|        | Els Verds (dei Gréng)                             | 354.982   | 15,8 | 74     | +33 |
|        | L'Esquerra (dei Lénk)                             | 82.681    | 3,7  | 7      | +6  |
|        | Partit Reformista d'Alternativa Democràtica (ADR) | 68.034    | 3,0  | 4      | -1  |
|        | Partit Comunista de Luxemburg (KPL)               | 28.971    | 1,3  | 3      | +3  |
|        | Altres                                            | 38.014    | 1,7  | 23     | +11 |
| Total  | Total                                             | 2.252.204 | 100  | 544    | +80 |

### Per municipi
En el gràfic a sota, '-' representa que el partit no ha concorregut en aquella comuna, mentre que '0' representa que el partit va concórrer, però no va guanyar cap escó del consell. Els resultats per comunes utilitzen representació proporcional només. El sistema de partits no aplica a la majoria de comunes, fet que dificulta les comparacions.
Per primer cop, Betzdorf, Frisange, Lorentzweiler, Roeser, Sandweiler, i Remich va tenir poblacions per damunt 3.000 cadascú, significant que les seves eleccions van ser regides per representació proporcional. Eleccions proporcionals separades es van mantenir a Bascharage i Clemency, malgrat que Clemency no tenia el requisit de població de 3.000 habitants, mentre els dos s'estaven fusionant per formar la nova comuna de Käerjeng l'1 de gener de 2012.
| Comuna                                | CSV | LSAP | DP  | Els Verds | ADR | L'Esquerra | KPL | Altres | Total |
| ------------------------------------- | --- | ---- | --- | --------- | --- | ---------- | --- | ------ | ----- |
|                                       |     |      |     |           |     |            |     |        |       |
| Bertrange (consell comunal)           | 3   | 1    | 6   | 3         | -   | -          | -   | -      | 13    |
| Bettembourg (consell comunal)         | 4   | 6    | 1   | 2         | -   | -          | -   | -      | 13    |
| Betzdorf (consell comunal)            | 4   | 1    | 3   | 3         | -   | -          | -   | -      | 11    |
| Contern (consell comunal)             | 4   | 2    | 3   | 2         | -   | -          | -   | -      | 11    |
| Diekirch (consell comunal)            | 3   | 7    | 2   | 1         | -   | -          | -   | -      | 13    |
| Differdange (consell comunal)         | 3   | 4    | 7   | 3         | 0   | 1          | 1   | -      | 19    |
| Dippach (consell comunal)             | 4   | 5    | 2   | -         | -   | -          | -   | -      | 11    |
| Dudelange (consell comunal)           | 3   | 10   | -   | 2         | 1   | 1          | -   | -      | 17    |
| Echternach (consell comunal)          | 3   | 3    | 2   | 3         | -   | -          | -   | 0      | 11    |
| Esch-sur-Alzette (consell comunal)    | 4   | 9    | 1   | 2         | 0   | 2          | 1   | 0      | 19    |
| Ettelbruck (consell comunal)          | 5   | 4    | 2   | 2         | -   | -          | -   | -      | 13    |
| Frisange (consell comunal)            | 4   | 2    | -   | -         | -   | -          | -   | 5      | 11    |
| Grevenmacher (consell comunal)        | 4   | 2    | 3   | 2         | -   | -          | -   | -      | 11    |
| Hesperange (consell comunal)          | 7   | 1    | 4   | 3         | -   | 0          | -   | -      | 15    |
| Junglinster (consell comunal)         | 4   | 3    | 4   | 2         | -   | -          | -   | -      | 13    |
| Käerjeng–Bascharage                   | 4   | 5    | 1   | 2         | 0   | -          | -   | -      | 12    |
| Käerjeng–Clemency                     | 1   | 2    | 0   | 0         | -   | -          | -   | 2      | 5     |
| Kayl (consell comunal)                | 3   | 6    | 2   | 2         | -   | -          | -   | -      | 13    |
| Kehlen (consell comunal)              | 4   | 5    | 1   | 1         | -   | -          | -   | -      | 11    |
| Kopstal (consell comunal)             | 3   | -    | 3   | 2         | -   | -          | -   | 3      | 11    |
| Lorentzweiler (consell comunal)       | 3   | -    | -   | 2         | -   | -          | -   | 6      | 11    |
| Ciutat de Luxemburg (consell comunal) | 5   | 4    | 10  | 5         | 1   | 2          | 0   | -      | 27    |
| Mamer (consell comunal)               | 6   | 3    | 1   | 3         | -   | -          | -   | -      | 13    |
| Mersch (consell comunal)              | 3   | 1    | 5   | 4         | -   | -          | -   | -      | 13    |
| Mertert (consell comunal)             | 4   | 5    | 2   | -         | -   | -          | -   | -      | 11    |
| Mondercange (consell comunal)         | 3   | 7    | 2   | 1         | 0   | -          | -   | -      | 13    |
| Mondorf-les-Bains (consell comunal)   | 4   | 1    | 5   | 1         | -   | -          | -   | -      | 11    |
| Niederanven (consell comunal)         | 5   | 3    | 2   | 1         | -   | -          | -   | -      | 11    |
| Pétange (consell comunal)             | 8   | 5    | 1   | 2         | 1   | -          | -   | -      | 17    |
| Rambrouch (consell comunal)           | 4   | 2    | 1   | -         | -   | -          | -   | 4      | 11    |
| Roeser (consell comunal)              | 2   | 5    | 2   | 2         | -   | -          | -   | -      | 11    |
| Rumelange (consell comunal)           | 3   | 7    | -   | -         | -   | -          | 1   | -      | 11    |
| Sandweiler (consell comunal)          | 5   | 2    | 2   | 2         | -   | -          | -   | -      | 11    |
| Sanem (consell comunal)               | 3   | 7    | 1   | 3         | 0   | 1          | 0   | -      | 15    |
| Remich (consell comunal)              | 4   | 1    | 2   | 4         | -   | -          | -   | -      | 11    |
| Schifflange (consell comunal)         | 4   | 6    | 1   | 2         | 0   | -          | -   | -      | 13    |
| Schuttrange (consell comunal)         | 1   | 3    | 4   | -         | -   | -          | -   | 3      | 11    |
| Steinfort (consell comunal)           | 5   | 5    | 1   | -         | -   | -          | -   | -      | 11    |
| Steinsel (consell comunal)            | 2   | 5    | 3   | 1         | -   | -          | -   | -      | 11    |
| Strassen (consell comunal)            | 3   | 3    | 5   | 2         | -   | -          | -   | -      | 13    |
| Walferdange (consell comunal)         | 3   | 3    | 5   | 2         | -   | -          | -   | -      | 13    |
| Wiltz (consell comunal)               | 3   | 6    | 2   | -         | -   | -          | -   | -      | 11    |
| Wincrange (consell comunal)           | 5   | 3    | 2   | -         | 1   | -          | -   | -      | 11    |
|                                       |     |      |     |           |     |            |     |        |       |
| Regidors                              | 165 | 162  | 106 | 74        | 4   | 7          | 3   | 23     | 544   |
| Canvi                                 | +13 | +8   | +7  | +33       | −1  | +6         | +3  | +11    | +80   |
| Font: Centre Informatique de l'État   |     |      |     |           |     |            |     |        |       |